# Corticium koleroga
Corticium koleroga är en svampart som först beskrevs av Mordecai Cubitt Cooke, och fick sitt nu gällande namn av Franz Xaver von Höhnel 1910. Corticium koleroga ingår i släktet Corticium och familjen Corticiaceae.   Inga underarter finns listade i Catalogue of Life.